# 47 Большой Медведицы
47 Большой Медведицы (47 Ursae Majoris, 47 UMa), также называемая с 2015 года Чалаван — жёлтый карлик, солнцеподобная звезда в созвездии Большой Медведицы. По состоянию на 2010 год открыты три экзопланеты, обращающиеся вокруг 47 UMa. Среди обнаруженных планетных систем система этой звезды имеет наибольшее сходство с Солнечной системой. 47 UMa находится на 72-м месте в списке кандидатов на поиск землеподобных планет в ходе планируемой миссии НАСА Terrestrial Planet Finder.

## Физические характеристики
47 UMa — это жёлтый карлик спектрального класса G0V (по другим данным G1V), так же, как и Солнце, принадлежащий главной последовательности. По своим физическим характеристикам 47UMa очень похожа на Солнце, её масса больше солнечной приблизительно в 1,03 раза, а диаметр в 1,26 раза. В отличие от других звёзд с планетными системами, металличность 47 UMa практически такая же, как и у нашего центрального светила.
Расстояние до звезды оценивается в 45,9 светового года, при хороших условиях наблюдения она видна невооружённым глазом к югу от центральной части созвездия Большой Медведицы, видимая звёздная величина звезды — 5,03m.
В 2015 году Международным астрономическим союзом звезде было присвоено собственное имя «Чалаван» («Chalawan») в честь мифического крокодила из тайского фольклора. Планеты b и c получили наименования, соответственно, «Тафао Тонг» и «Тафао Кае» (в честь двух сестёр из произведений тайского фольклора).

## Планетная система

Орбиты планет 47 UMa в сравнении с орбитами Солнечной системы.

Астрономы обнаружили существование более 70 планет, обращающихся вокруг звёзд за пределами Солнечной системы. До сих пор почти все эти планеты у других звёзд имели чрезвычайно вытянутые орбиты, находились слишком близко к своим звёздам, или были обнаружены в странных, негостеприимных системах. Однако новое открытие впервые показало, что близкая и сходная с Солнцем звезда — 47 Большой Медведицы (47 UMa), имеет систему из по крайней мере двух планет, находящихся на почти круговых орбитах, напоминающих Юпитер и Сатурн в нашей солнечной системе. Эти планеты слишком далеки и слабы, чтобы можно было получить их прямое изображение. Однако 13 лет спектроскопических наблюдений 47 UMa позволили обнаружить колебания лучевой скорости, свидетельствующие о присутствии второй планеты, накладывающиеся на колебания от планеты, известной ранее.
В начале 1996 года американскими астрономами Джеффри Марси и Полом Батлером было объявлено об открытии юпитероподобной планеты 47 UMa b, вращающейся вокруг звезды. Открытие было сделано в результате высокоточных измерений колебаний радиальной скорости 47 UMa. На протяжении нескольких следующих лет остаточный дрейф радиальной скорости давал основания предполагать наличие ещё одной планеты-гиганта на внешней орбите звезды. В 2001 году группой астрономов было получено подтверждение существования второй юпитероподобной планеты 47 UMa c.
В 2002 году астрономами Техасского университета в Арлингтоне были выполнены уточнённые вычисления с целью определения зоны возможного зарождения жизни в системе звезды 47 UMa. Результаты вычислений показали, что, подобно нашей Солнечной системе, в пригодной для зарождения жизни зоне 47 UMa отсутствуют большие газовые планеты, гравитационное возмущение которых могло бы помешать формированию небольших землеподобных планет. Учёные доказали, что на расстоянии от 1,05 до 1,83 а. е. от звезды могут существовать скалистые планеты с подходящим для возникновения жизни массовым и атмосферным газовым составом и плотностью и даже с жидкой водой на поверхности. Последующий анализ показал, что вероятность обитаемости такой планеты увеличилась, если бы звезда была «относительно молода» (6 или меньше миллиардов лет) и имела «относительно небольшую светимость».
Наиболее подходящее пространство для существования землеподобной планеты на орбите вокруг 47 UMa находится во внутренней десятой части расчётной «обитаемой зоны», в солнечной системе орбита такой планеты располагалась бы между орбитами Земли и Марса на расстоянии около 1,13 а. е. от центрального светила. Период обращения такой планеты составил бы 431 день или чуть менее 1,2 года.

### Планета b
После открытия первой экзопланеты в системе солнцеподобной звезды 51 Пегаса, астрономы Джеффри Марси и Пол Батлер занялись проверкой уже накопленных наблюдательных данных с целью открытия новых экзопланет. Учёные уточняли колебания радиальных скоростей звёзд по данным 13-летних измерений доплеровского смещения в Ликской обсерватории Калифорнийского университета в Беркли. Довольно скоро они обнаружили сразу две экзопланеты, 47 Ursae Majoris b и 70 Virginis b. Если бы они знали раньше, что орбиты многих планет лежат вблизи их звёзд, они стали бы первоокрывателями экзопланет.
Как и другие экзопланеты, 47 Ursae Majoris b — это газовый гигант в 2,5 раза массивней Юпитера, однако его расстояние до звезды существенно превосходит аналогичные расстояния похожих на него экзопланет. В нашей Солнечной системе планета b располагалась бы чуть дальше орбиты Марса. В отличие от сильно вытянутых орбит других экзопланет, орбита 47 Ursae Majoris b является почти круговой, что похоже на орбиты планет-гигантов в нашей Солнечной системе.

### Планета c
После открытия планеты b группа астрономов во главе с Деброй Фишер занялась проверкой остаточного дрейфа радиальной скорости 47 UMa, который давал основания предполагать наличие ещё одной экзопланеты. На протяжении 2000 года были проведены дополнительные измерения доплеровского смещения звезды, которые подтвердили предположения учёных. В 2001 году было объявлено об открытии второй планеты-гиганта в системе 47 UMa.
Орбита второй планеты, 47 Ursae Majoris c, находится за орбитой планеты b, на расстоянии пояса астероидов в нашей Солнечной системе. Планета немного менее массивна, чем Юпитер (минимальная масса 0,76 MJ) и также обладает почти круговой орбитой (эксцентриситет < 0,1). Период обращения 2594 суток (7,1 года), большая полуось орбиты 3,73 а. е..

### Планета d
В марте 2010 года была открыта третья планета — холодный юпитер на высокой орбите с минимальной массой 1,6 MJ. Период обращения 14 002 суток (38,4 года), большая полуось орбиты 11,6 а. е.

## Радиопослания внеземным цивилизациям
К звезде при помощи радиотелескопа РТ-70 в Евпатории было отправлено два радиопослания жителей Земли внеземным цивилизациям:
- 3 сентября 2001 года было передано «Детское радиопослание», которое достигнет звезды в июле 2047 года[4].
- 6 июля 2003 года к звезде направлено радиопослание «Cosmic Call», которое прибудет в мае 2049 года[5].

## 47 UMa в фантастике
- В 2015 году о звезде написан фантастический роман "47 Большой Медведицы"., который был издан в феврале 2016 года.